# Magyarország a 2024-es atlétikai Európa-bajnokságon
Magyarország az olaszországi Rómában megrendezett 2024-es atlétikai Európa-bajnokság egyik részt vevő nemzete volt. Az ország a versenyen 58 sportolóval (váltó tartalékokkal együtt) képviseltette magát.

## Érmesek
| Érem  | Versenyző    | Versenyszám         | Dátum     |
| ----- | ------------ | ------------------- | --------- |
| Ezüst | Halász Bence | Férfi kalapácsvetés | június 9. |

## Eredmények

### Férfi
| Versenyző                                                 | Versenyszám     | Előfutam      | Előfutam      | Előfutam      | Elődöntő | Elődöntő | Elődöntő | Döntő   | Döntő    |
| Versenyző                                                 | Versenyszám     | Idő           | Hely.         | Össz.         | Idő      | Hely.    | Össz.    | Idő     | Helyezés |
| --------------------------------------------------------- | --------------- | ------------- | ------------- | ------------- | -------- | -------- | -------- | ------- | -------- |
| Wahl Zoltán                                               | 200 m           | 21,05         | 6.            | 18.           | kiesett  | kiesett  | kiesett  | kiesett | kiesett  |
| Wahl Zoltán                                               | 400 m           | nem ért célba | nem ért célba | nem ért célba | kiesett  | kiesett  | kiesett  | kiesett | kiesett  |
| Molnár Attila                                             | 400 m           | kiemelt       | kiemelt       | kiemelt       | 45,04    | 3.       | 6.       | 45,07   | 6.       |
| Vindics Balázs                                            | 800 m           | 1:46,84       | 7.            | 26.           | kiesett  | kiesett  | kiesett  | kiesett | kiesett  |
| Huller Dániel                                             | 800 m           | 1:49,59       | 8.            | 32.           | kiesett  | kiesett  | kiesett  | kiesett | kiesett  |
| Szeles Bálint                                             | 110 m gát       | 13,81         | 4.            | 13.           | 13,83    | 5.       | 20.      | kiesett | kiesett  |
| Eszes Dániel                                              | 110 m gát       | 14,09         | 8.            | 21.           | kiesett  | kiesett  | kiesett  | kiesett | kiesett  |
| Bánóczy Árpád                                             | 400 m gát       | 49,95         | 3.            | 11.           | 50,14    | 7.       | 22.      | kiesett | kiesett  |
| Palkovits István                                          | 3000 m akadály  | 8:47,32       | 15.           | 28.           |          |          |          | kiesett | kiesett  |
| Szemerei Levente                                          | Félmaraton      |               |               |               |          |          |          | 1:05:57 | 45.      |
| Venyercsán Bence                                          | 20 km gyaloglás |               |               |               |          |          |          | 1:24:08 | 20.      |
| Helebrandt Máté                                           | 20 km gyaloglás |               |               |               |          |          |          | 1:23:22 | 16.      |
| Tóth Norbert                                              | 20 km gyaloglás |               |               |               |          |          |          | 1:30:02 | 27.      |
| Steigerwald Ernő Enyingi Patrik Wahl Zoltán Molnár Attila | 4 × 400 m       | 3:02,9        | 3.            | 8.            |          |          |          | 3:02,10 | 8.       |

| Versenyző           | Versenyszám   | Selejtező | Selejtező | Döntő    | Döntő    |
| Versenyző           | Versenyszám   | Eredmény  | Helyezés  | Eredmény | Helyezés |
| ------------------- | ------------- | --------- | --------- | -------- | -------- |
| Bakosi Péter        | Magasugrás    | 207 cm    | 25.       | kiesett  | kiesett  |
| Jankovics Dániel    | Magasugrás    | 217 cm    | 20.       | kiesett  | kiesett  |
| Szikszai Róbert     | Diszkoszvetés | 58,58 m   | 28.       | kiesett  | kiesett  |
| Halász Bence        | Kalapácsvetés | 77,84 m   | 2.        | 80,49 m  |          |
| Varga Donát         | Kalapácsvetés | 70,78 m   | 29.       | kiesett  | kiesett  |
| Rába Dániel         | Kalapácsvetés | 72,52 m   | 23.       | kiesett  | kiesett  |
| Herczeg György      | Gerelyhajítás | 65,00 m   | 27.       | kiesett  | kiesett  |
| Rivasz-Tóth Norbert | Gerelyhajítás | 71,32 m   | 24.       | kiesett  | kiesett  |

| Versenyző      | Versenyszám | 100 m | 100 m | Távolugrás | Távolugrás | Súlylökés | Súlylökés | Magasugrás | Magasugrás | 400 m | 400 m | 110 m gát | 110 m gát | Diszkoszvetés | Diszkoszvetés | Rúdugrás | Rúdugrás | Gerelyhajítás | Gerelyhajítás | 1500 m  | 1500 m | Végeredmény | Végeredmény |
| Versenyző      | Versenyszám | Idő   | Pont  | Eredmény   | Pont       | Eredmény  | Pont      | Eredmény   | Pont       | Idő   | Pont  | Idő       | Pont      | Eredmény      | Pont          | Eredmény | Pont     | Eredmény      | Pont          | Idő     | Pont   | Pont        | Helyezés    |
| -------------- | ----------- | ----- | ----- | ---------- | ---------- | --------- | --------- | ---------- | ---------- | ----- | ----- | --------- | --------- | ------------- | ------------- | -------- | -------- | ------------- | ------------- | ------- | ------ | ----------- | ----------- |
| Gálpál Zsombor | Tízpróba    | 10,91 | 881   | 6,87 m     | 783        | 13,86 m   | 720       | 1,84 m     | 661        | 48,31 | 894   | 15,08     | 840       | 40,64         | 678           | 4,10 m   | 645      | 61,93 m       | 787           | 4:43,45 | 659    | 7528        | 19.         |

### Nöi
| Versenyző                                                  | Versenyszám     | Előfutam   | Előfutam   | Előfutam   | Elődöntő      | Elődöntő      | Elődöntő      | Döntő         | Döntő         |
| Versenyző                                                  | Versenyszám     | Idő        | Hely.      | Össz.      | Idő           | Hely.         | Össz.         | Idő           | Helyezés      |
| ---------------------------------------------------------- | --------------- | ---------- | ---------- | ---------- | ------------- | ------------- | ------------- | ------------- | ------------- |
| Takács Boglárka                                            | 100 m           | kiemelt    | kiemelt    | kiemelt    | 11,16         | 3.            | 9.            | kiesett       | kiesett       |
| Takács Boglárka                                            | 200 m           | kiemelt    | kiemelt    | kiemelt    | 23,09         | 4.            | 13.           | kiesett       | kiesett       |
| Sulyán Alexa                                               | 200 m           | 23,30      | 3.         | 10.        | 23,42         | 8.            | 22.           | kiesett       | kiesett       |
| Kéri Bianka                                                | 800 m           | 2:03,37    | 7.         | 26.        | kiesett       | kiesett       | kiesett       | kiesett       | kiesett       |
| Gyürkés Viktória                                           | 5000 m          |            |            |            |               |               |               | 15:17,45      | 12.           |
| Tóth Lili Anna                                             | 5000 m          |            |            |            |               |               |               | nem ért célba | nem ért célba |
| Böhm Lilla                                                 | 10 000 m        |            |            |            |               |               |               | 32:41,41      | 15.           |
| Kozák Luca                                                 | 100 m gát       | kiemelt    | kiemelt    | kiemelt    | 13,01         | 6.            | 16.           | kiesett       | kiesett       |
| Tóth Anna                                                  | 100 m gát       | kiemelt    | kiemelt    | kiemelt    | nem ért célba | nem ért célba | nem ért célba | kiesett       | kiesett       |
| Kerekes Gréta                                              | 100 m gát       | 13,02      | 4.         | 5.         | 13,05         | 8.            | 18.           | kiesett       | kiesett       |
| Mátó Sára                                                  | 400 m gát       | 55,95      | 1.         | 8.         | 55,35         | 7.            | 16.           | kiesett       | kiesett       |
| Molnár Janka                                               | 400 m gát       | nem indult | nem indult | nem indult | kiesett       | kiesett       | kiesett       | kiesett       | kiesett       |
| Urbán Zita                                                 | 3000 m akadály  | 10:14,39   | 15.        | 31.        |               |               |               | kiesett       | kiesett       |
| Szabó Nóra                                                 | Félmaraton      |            |            |            |               |               |               | 1:13:27       | 43.           |
| Madarász Viktória                                          | 20 km gyaloglás |            |            |            |               |               |               | 1:37:43       | 26.           |
| Récsei Rita                                                | 20 km gyaloglás |            |            |            |               |               |               | 1:32:55       | 14.           |
| Spiller Tiziana                                            | 20 km gyaloglás |            |            |            |               |               |               | 1:43:56       | 30.           |
| Csóti Jusztina Kocsis Anna Luca Kerekes Gréta Sulyán Alexa | 4 × 100 m       | 43,70      | 5.         | 11.        |               |               |               | kiesett       | kiesett       |
| Kriszt Sarolta Mátó Sára Kéri Bianka Simon Virág           | 4 × 400 m       | 3:31,28    | 8.         | 15.        |               |               |               | kiesett       | kiesett       |

| Versenyző              | Versenyszám   | Selejtező    | Selejtező    | Döntő    | Döntő    |
| Versenyző              | Versenyszám   | Eredmény     | Helyezés     | Eredmény | Helyezés |
| ---------------------- | ------------- | ------------ | ------------ | -------- | -------- |
| Fekete Fédra           | Magasugrás    | 1,85 m       | 15.          | kiesett  | kiesett  |
| Klekner Hanga          | Rúdugrás      | 425 cm       | 22.          | kiesett  | kiesett  |
| Bánhidi-Farkas Petra   | Távolugrás    | 646 cm       | 20.          | kiesett  | kiesett  |
| Nguyen Anasztázia      | Távolugrás    | 632 cm       | 25.          | kiesett  | kiesett  |
| Lesti Dianna           | Távolugrás    | visszalépett | visszalépett | kiesett  | kiesett  |
| Veiland Violetta       | Súlylökés     | 15,72 m      | 21.          | kiesett  | kiesett  |
| Beregszászi Renáta     | Súlylökés     | 15,02 m      | 24.          | kiesett  | kiesett  |
| Kerekes Dóra           | Diszkoszvetés | 52,92 m      | 26.          | kiesett  | kiesett  |
| Gyurátz Réka           | Kalapácsvetés | 69,06 m      | 9.           | 66,68 m  | 12.      |
| Diósi-Moravcsik Angéla | Gerelyhajítás | 54,53 m      | 19.          | kiesett  | kiesett  |
| Bogdán Annabella       | Gerelyhajítás | 52,91 m      | 23.          | kiesett  | kiesett  |

| Versenyző     | Versenyszám | 100 m gát | 100 m gát | Magasugrás | Magasugrás | Súlylökés | Súlylökés | 200 m | 200 m | Távolugrás | Távolugrás | Gerelyhajítás | Gerelyhajítás | 800 m   | 800 m | Végeredmény | Végeredmény |
| Versenyző     | Versenyszám | Idő       | Pont      | Eredmény   | Pont       | Eredmény  | Pont      | Idő   | Pont  | Eredmény   | Pont       | Eredmény      | Pont          | Idő     | Pont  | Pont        | Helyezés    |
| ------------- | ----------- | --------- | --------- | ---------- | ---------- | --------- | --------- | ----- | ----- | ---------- | ---------- | ------------- | ------------- | ------- | ----- | ----------- | ----------- |
| Krizsán Xénia | Hétpróba    | 13,62     | 1033      | 174 cm     | 903        | 14,03 m   | 796       | 25,23 | 866   | 6,31 m     | 946        | 44,98 m       | 763           | 2:13,74 | 911   | 6218        | 8.          |
| Nemes Rita    | Hétpróba    | 13,71     | 1020      | 177 cm     | 941        | 13,86 m   | 785       | 25,38 | 852   | 6,31 m     | 946        | 42,56 m       | 716           | 2:13,50 | 914   | 6174        | 9.          |
| Szűcs Szabina | Hétpróba    | 14,04     | 973       | 174 cm     | 903        | 12,60 m   | 701       | 24,97 | 890   | 6,23 m     | 921        | 39,26 m       | 653           | 2:12,80 | 924   | 5965        | 16.         |